# سیارک ۶۸۰۷
سیارک ۶۸۰۷ (به انگلیسی: 6807 Brunnow، نامگذاری:6568P-L) شش هزار و هشتصد و هفتمین سیارک کشف شده‌است که در ۲۴ سپتامبر ۱۹۶۰ کشف شد.
قدر مطلق سیارک برابر ۱۴٫۴۰ است.